# Mélas (sculpteur)
Pour les articles homonymes, voir Melas.
Mélas est, d'après Pline l'Ancien, un sculpteur grec archaïque, originaire de l'île de Chios. Il serait le fondateur d'une dynastie familiale de sculpteurs (rattachés à l'École de Chios), avec son fils Mikkiadès, son petit-fils Archermos et ses arrière-petits-fils Boupalos et Athénis.
Pour les auteurs contemporains, l'existence de ce Mélas est remise en doute et proviendrait d'une confusion avec Mélas, fils de Poséidon, personnage mythologique et héros fondateur de Chios.

## Sources littéraires antiques
Dans le livre XXXVI de l'Histoire naturelle, Pline l'Ancien écrit :

« Avant eux [Dipoenus et Scyllis], il y avait déjà eu dans l'île de Chio le sculpteur Mélas, puis son fils Micciadès et ensuite son petit-fils Archermus. Les fils de ce dernier, Bupalus et Athénis, jouirent d'une extrême célébrité dans cet art, à l'époque du poète Hipponax, dont on sait qu'il a vécu lors de la soixantième olympiade. À suivre l'histoire de cette famille de sculpteurs en remotant jusqu'au bisaïeul, l'on s'apercevrait que l'origine de cet art a coïncidé avec le début des olympiades. »

— Pline l'Ancien, Histoire naturelle, XXXVI, 11-12.

## Sources archéologiques

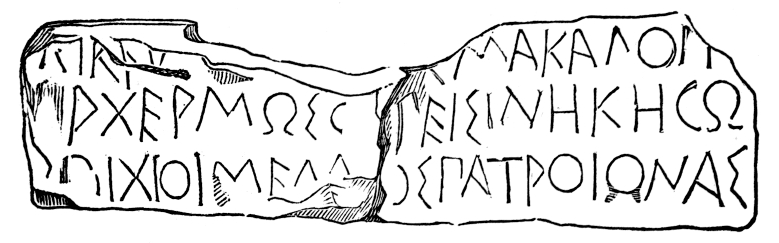
Dédicace de Mikkiadès et d'Archermos sur une base de statue retrouvée à Délos (dessin de Salomon Reinach, 1883).

Une base de statue, découverte lors de fouilles archéologiques à Délos, dédicacée par Mikkiadès et Archermos, vient contredire la version de Pline l'Ancien : le Mélas cité est en réalité le héros fondateur mythologique de Chios, désignant l'île de manière poétique. La confusion vient peut-être d'une mauvaise compréhension de la base par les sources de Pline l'Ancien,,.